# Tour of Europe '76 (The Rolling Stones)
Tour of Europe '76 bylo koncertní turné britské rockové skupiny The Rolling Stones, které sloužilo jako propagace studiového alba Black and Blue. Turné bylo zahájeno koncertem ve Frankfurtu nad Mohanem v Německu a bylo zakončeno v Knebworthu v Anglii. Bylo to první turné s kytaristou Ronniem Woodem jako oficiálním členem Stones.

## Nahrávky
Z koncertu v Londýně byl natočen zvukový materiál který byl použit pro koncertní album Love You Live.

## Setlist
Toto je nejčastější hraný seznam skladeb.
Autory všech skladeb jsou Jagger/Richards pokud není uvedeno jinak.
1. Honky Tonk Women
2. If You Can't Rock Me / Get Off of My Cloud
3. Hand of Fate
4. All Down the Line
5. Hey Negrita
6. Tumbling Dice
7. Ain't Too Proud to Beg (Whitfild/Holland)
8. Fool to Cry
9. Star Star
10. Hot Stuff
11. You Gotta Move
12. You Can't Always Get What You Want
13. Midnight Rambler
14. Nothing From Nothing (Preston/Fischer) (Zpěv Billy Preston.)
15. Outa-Space (Preston/Greene) (Zpěv Billy Preston.)
16. It's Only Rock 'n' Roll (But I Like It)
17. Brown Sugar
18. Jumpin' Jack Flash
19. Street Fighting Man

## Sestava
The Rolling Stones
- Mick Jagger - (zpěv, kytara, harmonika)
- Keith Richards - (kytara, zpěv)
- Ronnie Wood - (kytara)
- Bill Wyman - (baskytara)
- Charlie Watts - (bicí)

Doprovodní členové
- Billy Preston - (klávesy, doprovodné vokály)
- Ollie Brown - (perkuse)
- Ian Stewart - (piáno)

## Turné v datech
| Datum           | Město                 | Stát       | Místo                             |
| --------------- | --------------------- | ---------- | --------------------------------- |
| 28. dubna 1976  | Frankfurt nad Mohanem | Německo    | Festhalle                         |
| 29. dubna 1976  | Frankfurt nad Mohanem | Německo    | Festhalle                         |
| 30. dubna 1976  | Münster               | Německo    | Halle Münsterland                 |
| 2. května 1976  | Kiel                  | Německo    | Ostseehalle                       |
| 3. května 1976  | Berlín                | Německo    | Deutschlandhalle                  |
| 4. května 1976  | Brémy                 | Německo    | Stadthalle                        |
| 6. května 1976  | Brusel                | Belgie     | Forest National                   |
| 7. května 1976  | Brusel                | Belgie     | Forest National                   |
| 10. května 1976 | Glasgow               | Skotsko    | Apollo Theatre                    |
| 11. května 1976 | Glasgow               | Skotsko    | Apollo Theatre                    |
| 12. května 1976 | Glasgow               | Skotsko    | Apollo Theatre                    |
| 14. května 1976 | Leicester             | Anglie     | Granby Halls                      |
| 15. května 1976 | Leicester             | Anglie     | Granby Halls                      |
| 17. května 1976 | Stafford              | Anglie     | New Bingley Hall                  |
| 18. května 1976 | Stafford              | Anglie     | New Bingley Hall                  |
| 21. května 1976 | Londýn                | Anglie     | Earls Court                       |
| 22. května 1976 | Londýn                | Anglie     | Earls Court                       |
| 23. května 1976 | Londýn                | Anglie     | Earls Court                       |
| 25. května 1976 | Londýn                | Anglie     | Earls Court                       |
| 26. května 1976 | Londýn                | Anglie     | Earls Court                       |
| 27. května 1976 | Londýn                | Anglie     | Earls Court                       |
| 29. května 1976 | The Hague             | Nizozemsko | Zuiderpark Stadion                |
| 30. května 1976 | The Hague             | Nizozemsko | Zuiderpark Stadion                |
| 1. června 1976  | Dortmund              | Německo    | Westfalenhalle                    |
| 2. června 1976  | Kolín nad Rýnem       | Německo    | Sporthalle                        |
| 4. června 1976  | Paříž                 | Francie    | Pavillon de Paris (Les Abattoirs) |
| 5. června 1976  | Paříž                 | Francie    | Pavillon de Paris (Les Abattoirs) |
| 6. června 1976  | Paříž                 | Francie    | Pavillon de Paris (Les Abattoirs) |
| 7. června 1976  | Paříž                 | Francie    | Pavillon de Paris (Les Abattoirs) |
| 9. června 1976  | Lyon                  | Francie    | Palais des Sports de Gerland      |
| 11. června 1976 | Barcelona             | Španělsko  | Plaza de toros Monumental         |
| 13. června 1976 | Nice                  | Francie    | France Parc Des Sports De L’Ouest |
| 15. června 1976 | Curych                | Švýcarsko  | Hallenstadion                     |
| 16. června 1976 | Mnichov               | Německo    | Olympiahalle                      |
| 17. června 1976 | Mnichov               | Německo    | Olympiahalle                      |
| 19. června 1976 | Stuttgart             | Německo    | Neckarstadion                     |
| 21. června 1976 | Záhřeb                | Jugoslávie | Dom Sportova                      |
| 22. června 1976 | Záhřeb                | Jugoslávie | Dom Sportova                      |
| 23. června 1976 | Vídeň                 | Rakousko   | Stadthalle                        |
| 21. srpna 1976  | Knebworth             | Anglie     | Knebworth Festival                |